# Якобашвили, Давид Михайлович
Дави́д Миха́йлович Якобашви́ли (груз. დავით იაკობაშვილი; род. 2 марта 1957 в Тбилиси) — советский, российский и шведский предприниматель, миллиардер. В 2014 году занимал 91 место в списке богатейших бизнесменов России с состоянием 1,2 мдрд долл США. Один из основателей компании Вимм-Билль-Данн. Член Всемирного экономического форума в Давосе, сопредседатель Целевой группы B20 (Деловая двадцатка) по занятости и образованию. Член Президентского международного Совета Университета Нью-Йорка (NYU). Входил (на 2019 год) в составы Попечительских советов: Фонда именных стипендий Мстислава Ростроповича, музея Государственный Эрмитаж.
Владеет английским, французским, шведским, грузинским языками.

## Биография
Давид Якобашвили родился в Тбилиси, Грузинская ССР. Его дед, сапожник из бедной еврейской семьи, по воле судьбы оказался в Китае, откуда привез кожу для пошива обуви. Во время Первой мировой войны стал поставщиком двора Его Императорского Величества и поставлял сапоги для русской армии. Отец Давида Якобашвили служил механиком на морском судне, его семья пережила Ленинградскую блокаду. Семья по материнской линии всю жизнь прожила в Москве.
Давид Якобашвили учился в физ-мат школе и школе с биологическим уклоном. Мечтал о карьере дипломата. Но, отказавшись от этой идеи, по окончании школы поступил в Тбилисский Политехнический институт по специальности «Промышленное и гражданское строительство». Чтобы содержать семью, бросил учёбу. Работал по ночам в Метрострое чернорабочим, днём — в лаборатории Металлургического института. Впоследствии занимался звукозаписью и ремонтом аудиотехники (недоступная ссылка). Научившись ремонтировать радио- и аудиотехнику, брал частные заказы. Работал во вневедомственной охране (устанавливал сигнализации в домах). В 1982 году сотрудникам МВД разрешили взять на выращивание поросят, чтобы потом, возвратив их государству, получить деньги за разницу в весе. Якобашвили принял участие в этой программе: взял 200 поросят на год, отвёз их за город к приятелю, с которым построили небольшую ферму. Через год Якобашвили получил доход.

### Первый бизнес
В 1987 году Якобашвили уехал из Советской Грузии. Жил в Германии, Финляндии, Швеции, где работал уборщиком и водителем. В 1988 году приехал в Москву. По просьбе знакомых финнов, которые искали детали для европоддонов, нашёл в России завод, на котором изготовил необходимые детали. Заработал первые большие средства — 22,5 тысячи марок, на которые купил Мерседес за 14 тысяч марок.
В 1988 году организовал с друзьями первую в Москве гостиницу на корабле на Москве-реке. Затем организовал с друзьями группу «Тринити» (Trinity). В эти же годы вошёл в долю первого советского кооператива — оздоровительного салона «Женьшень» на Покровке (КООП № 14). Первым крупным бизнесом «Тринити» стала торговля подержанными американскими автомобилями. Якобашвили с партнёрами сам ездил в США за Кадиллаками и Шевроле и даже сидел за рулём автоперевозчика из Финляндии. В 1991 году стал с друзьями первым официальным дилером автомобилей General Motors, занимался неоновой рекламой, ставил на автомобили первые радиомаяки от угонов, занимался меблировкой гостиницы Метрополь.
В Швеции познакомился с создателем компании Cherry Биллом Линдваллом. При его поддержке была организована поставка в Россию первых игровых автоматов. В апреле 1989 года «Тринити» начала завозить первых «одноруких бандитов» в Петербург и Москву, а затем в Ригу, Таллинн, Новосибирск и другие города СССР. А когда начали появляться казино, группа совместно с компанией Линдвалла и концерном Олби, принадлежавшем предпринимателю Олегу Бойко, отстроили самый большой в столице игорный комплекс и летом 1993 года открыли казино «Черри» и ночной клуб «Метелица» на Новом Арбате летом 1993 года. В 1993 году стал акционером Экспобанка (продал акции в 2001 году) и Восточно-европейского страхового агентства (продал акции в 2001 году).

### «Вимм-Билль-Данн»
Компания «Вимм-Билль-Данн» (ВБД) была создана в 1992 году Сергеем Пластининым и Михаилом Дубининым. Бизнес начался с линии по разливу соков, взятой в аренду, и кредита в $50 тыс. Пластинин и Дубинин пригласили Давида Якобашвили. Вместе с другими партнёрами они арендовал линию по розливу соков на Лианозовском молочном комбинате. Основатели компании в 1994 году придумали бренд «J7» (англ. Seven Juices), а через год ВБД выкупил акции Лианозовского комбината и стали производить молочную продукцию.
В 2011 году «Вимм-Биль-Данн» была приобретена корпорацией PepsiCo за $5,7 млрд. Это стало крупнейшей сделкой PepsiCo за пределами Северной Америки и крупнейшей зарубежной инвестицией в несырьевой рынок России. По оценкам СМИ, Давид Якобашвили выручил от продажи 10 % ВБД около $600 млн. «Все получили огромную премию. Все инвесторы, кто инвестировал в нашу компанию, все были довольны. До сих пор меня встречают и говорят, что это одна из самых удачных сделок, которая когда-либо была», — делился в интервью Якобашвили в 2014 году.

### «РусАгроПроект»
О создании холдинга «РусАгроПроект» Якобашвили рассказал в 2004 году, при этом он отметил что активы для будущей консолидации начал покупать с 2000 года. После продажи компании «Вимм-Биль-Данн», в 2011 году Давид Якобашвили начал избавляться от предприятий «РусАгроПроекта». В 2012 году компания «Стойленская нива» купила остававшиеся в собственности Якобашвили волгоградские хлебозаводы и элеватор. В собственности компании остался только завод «Арчеда-Продукт». При этом сам Якобашвили заявил, что большинство компаний «РусАгроПроекта» ушли за долги.

### «Биоэнергия»
В 2011 году Якобашвили инвестировал в корпорацию «Биоэнергия», став её совладельцем и председателем совета директоров. Компания занимается добычей и переработкой торфа. Инвестиции в компанию составили $15 млн.

### GreenBooster
В 2013 году Давид Якобашвили основал и стал президентом Научно-производственной группы «ИнОйл», а также выступил одним из авторов полифункциональной присадки GreenBooster для бензинового, дизельного топлива, а также мазута.

### «Petrocas»
По данным на 1-й квартал 2018 года Якобашвили совместно с бизнесменами Иване Накаидзе (директор Petrocas Energy Group) и Александром Джапаридзе владел контрольным пакетом (51 %) Petrocas Energy Group. В декабре 2014 года компания «Роснефть» и Petrocas Energy Limited объявили о создании совместного предприятия в области логистики и розничных продаж в Закавказье. Роснефть приобрела 49 % акций Petrocas. Контрольный пакет Petrocas остался у группы Давида Якобашвили. Сумма сделки составила $144 млн (9,3 млрд рублей на дату оплаты), значилось в отчёте «Роснефти».

### Африка
В 2017 году Якобашвили вместе с партнёрами занялся покупкой и продажей золота, олова, тантала, кобальта и другого сырья из Африки. Тогда же стало известно о покупке Якобашвили долей в двух компаниях в Африке: Tams (Руанда) и Coproco (Демократическая Республика Конго). В январе 2017-го компания Tams заявила о намерениях стать ведущим экспортером 3T Mineral («конфликтные минералы»). Якобашвили говорил о планах инвестировать в африканский проект $200 млн в 2017—2018 годах. Эксперты считают бизнес выгодным, но опасным.

### Участие в органах управления крупных компаний и инвестиции
- В 1999 году избран членом Совета директоров ЗАО «Агрокомплекс „Горки-2“» (в 2009 году вышел из управления).
- В 2005 году стал членом совета директоров ЗАО «4-й московский Мелькомбинат» (продал в феврале 2014 года).
- В 2010—2011 году входил в состав совета директоров ОАО АНК «Башнефть» (отошла государству в 2014 году).
- В 2011 году был избран независимым членом совета директоров АФК Система.
- С 2011 года Якобашвили инвестировал в недвижимость, строительство и реновацию Монако, на Якобашвили зарегистрированы монакские компании S.A.R.L SERBAT и DIMIL[14].
- С 2018 инвестировал в blockchain и проекты, связанные с криптовалютами, в частности $10 млн в Telegram[15].

## Состояние
Оценка состояния приводится по рейтингу Forbes.
| Показатель         | 2012 | 2013 | 2014 | 2015 | 2016 | 2017 | 2018 | 2019 |
| Состояние ($ млрд) | 0,95 | 0,95 | 1,2  | 0,95 | 0,9  | 0,9  | 0,8  | 0,75 |
| Место в России     | 106  | 118  | 91   | 102  | 96   | 120  | 132  | 145  |

В 2021 году вошёл в рейтинг журнала Forbes «200 богатейших бизнесменов России 2021», где занял 173 место с состоянием $700 млн долларов.

## Коллекционирование
Купил коллекцию старинных самоиграющих инструментов — шарманок и органов Билла Линдвалла, которую стал пополнять. Отдельное внимание уделял приобретению русской художественной бронзы и графики.
Якобашвили собрана коллекция раритетного звука. В ней более 20 тысяч различных музыкальных носителей прошлого.

## Музей «Собрание»
Для экспозиции коллекции Якобашвили построил в Москве здание музея. Музей «Собрание» находится на пересечении улицы Солянка с Яузским бульваром.
Часть коллекции Якобашвили временно экспонируется в других московских музеях: в Музее декоративно-прикладного искусства проводится ежегодная Рождественская выставка, в рамках которой в отдельном зале представлены двигающиеся под музыку куклы из коллекции «Собрание». СМИ утверждают, что это «одна из лучших в мире коллекций». В Музее современной истории России в рамках экспозиции «Белый ангел» выставлены вещи, относящиеся к эпохе Великой княгини Елизаветы Фёдоровны. В июле-сентябре 2018 года в музее «Собрание» начались мероприятия в рамках открытия музея. Весной 2019 года музей открылся для посетителей. На площадке музея на постоянной основе проводятся различные экскурсионные программы, тематические выставки, работает лекторий. По решению Якобашвили все программы реализуются на бесплатной основе для посетителей.

## Уголовное преследование

### Суд с бывшим партнёром
В мае 2018 года Якобашвили обвинил бывшего партнёра по Ейскому портовому элеватору Бориса Минахи, его жену Екатерину Федорову (также акционер элеватора) и бывшего гендиректора Ейского портового элеватора Омара Омарова в нанесении компании ущерба на сумму 300 млн руб.. По его словам, дело в Краснодаре было сначала закрыто «по истечении срока расследования», затем снова открыто «по требованию прокуратуры», но после — закрыто повторно. По данным системы СПАРК Минахи принадлежит 1,7 % Ейского портового элеватора, в то время как сам Якобашвили заявлял, что контролирует 51 % элеватора.
Летом 2018 году Минахи обратился в Таганский суд Москвы с требованием к Якобашвили вернуть взятые в долг средства в размере 4,7 миллиона долларов. Якобашвили заявил, что никогда не брал в долг у Минахи, а наоборот часто давал тому в долг. Впоследствии Минахи не смог предоставить суду оригиналы договоров займа, а предоставленные копии договоров займа экспертиза признала поддельными «путем компьютерного монтажа с использованием электронных цифровых изображений». В октябре 2018 года суд отклонил иск Минахи.

### Обыски в музее
18 июня 2019 года в помещении музея «Собрание» были проведены обыски, по факту дела, возбужденного ФСБ по ст. 159 (мошенничество) уголовного кодекса РФ. Поводом для проведения обысков стало заявление Бориса Минахи, который обвинил Якобашвили в краже средств Ейского портового элеватора. Во время проведения обысков Якобашвили, имеющий гражданство Швеции, находился на форуме в Швейцарии. После получения информации об обысках бизнесмен заявил, что не собирается в ближайшее время возвращаться в Россию.
31 июля 2019 года РБК, со ссылкой на прокуратуру Краснодарского края, сообщил об отмене постановления о прекращении уголовного дела в отношении бывшего гендиректора Ейского портового элеватора Омара Омарова, его совладельца Бориса Минахи и «группы лиц» по признакам совершения преступления, предусмотренного ч. 1. ст. 201 Уголовного кодекса (злоупотребление полномочиями).

## Пострадавший в деле о вымогательстве
В 2017 году была произведена сделка об отступных в виде недвижимости по договору займа
между ООО «Арендком» и ЗАО «Квартал», акционером которой являлся Якобашвили. Глава «Арендкома» заявил, что соглашение было подписано экс-гендиректором компании под угрозой применения насилия со стороны руководства ЗАО «Квартал», также во время переговоров бывший глава компании был введен в заблуждение. В ходе начавшегося судебного процесса к Якобашвили обратился его знакомый Олег Покровский, который предложил урегулировать дело за €3 млн. Якобашвили заплатил €200 тысяч, но после этого заподозрил мошенничество и обратился в ФСБ. Покровского задержали в ходе оперативного эксперимента в феврале 2021 года при получении €15 тыс. и муляжа €2 млн. Покровский дал признательные показания и заключил досудебное соглашение со следствием, дав показания по другому уголовному делу. В 2022 году его признали виновным в покушении на мошенничество в особо крупном размере и приговорили к пяти с половиной годам.

## Общественная деятельность
- С 2000 года — член правления Российского союза промышленников и предпринимателей (РСПП);
- В 2002 году возглавил Объединённую комиссию по корпоративной этике при РСПП (при создании — Комиссия по корпоративной этике)
- В 2004 году избран председателем Комитета РСПП по корпоративной социальной ответственности и демографической политике
- С июня 2004 года член бюро правления, вице-президент Российского союза промышленников и предпринимателей.
- С апреля 2001 по настоящее время входит в состав Общероссийской общественной организации предпринимателей «Деловая Россия», избран членом генсовета.
- С мая 2001 по настоящее время член бюро президиума Российского еврейского конгресса
- В 2002 году избран председателем совета директоров некоммерческого партнёрства «Содружество производителей фирменных торговых марок „РусБренд“»
- В 2010 году избран президентом Российско-американского Совета делового сотрудничества[32]
- В 2013 году избран сопредседателем целевой группы В20 (Business-20) «Создание рабочих мест, занятость и инвестиции в человеческий капитал»
- В 2013 году вошёл в состав Президентского международного совета Университета Нью-Йорка (NYU)
- В 2015, 2016, 2017 годах поддержал грантовую программу MBA бизнес-школы «Сколково» (покрыл до 50 % стоимости обучения талантливых менеджеров и предпринимателей на программе международного уровня)[33]
- В 2022 году Якобашвили вышел из бюро правления РСПП.[34]

## Награды
- Благодарность Президента РФ «За большой вклад в работу по подготовке Стратегии развития Российской Федерации на 2018—2024 годы» (август 2018 г.)
- Нагрудный знак Министерства культуры РФ «За вклад в российскую культуру» (март 2018 г.)
- Офицер ордена «За заслуги перед Итальянской Республикой» (2016 г.)
- Почётная грамота Президента Российской Федерации (25 мая 2015 года) — за вклад в социально-экономическое развитие Российской Федерации, достигнутые трудовые успехи, активную общественную деятельность и многолетнюю добросовестную работу[35].
- Благодарность Министра культуры и массовых коммуникаций Российской Федерации (19 июля 2006 года) — за большой личный вклад в возвращение Бюро работы мастера Г.Гамбса, утраченного в годы Второй мировой войны из Гатчинского дворца-музея[36].
- Лучший независимый директор в Рейтинге «ТОП-1000 российских менеджеров-2015»
- Премия «Коммерсант» в номинациях «Успех» и «Выбор зала» (2012 г.)
- Памятная награда Ассоциации независимых директоров «Лучший Председатель Совета директоров-2008»
- Памятный знак «За труды в благотворении» первой степени ГУВД Москвы (2005 г.)
- Благодарственная грамота Правительства РФ за активное участие в реализации задач модернизации экономики (2003 г.)
- Медаль Совета Европы за заслуги «Pro Merito Medal-2003»
- «Предприниматель года 2003» Ernst&Young
- «Персона года 2002» РБК[37]
- Медаль «В память 850-летия Москвы» (1997 г.)